# Horch P240
Horch P240 потім Sachsenring P240 - автомобіль класу люкс із шестициліндровим двигуном, який випускався автовиробником Horch у місті Цвіккау з 1956 по 1959 рік. Був уперше представлений як Horch P240.

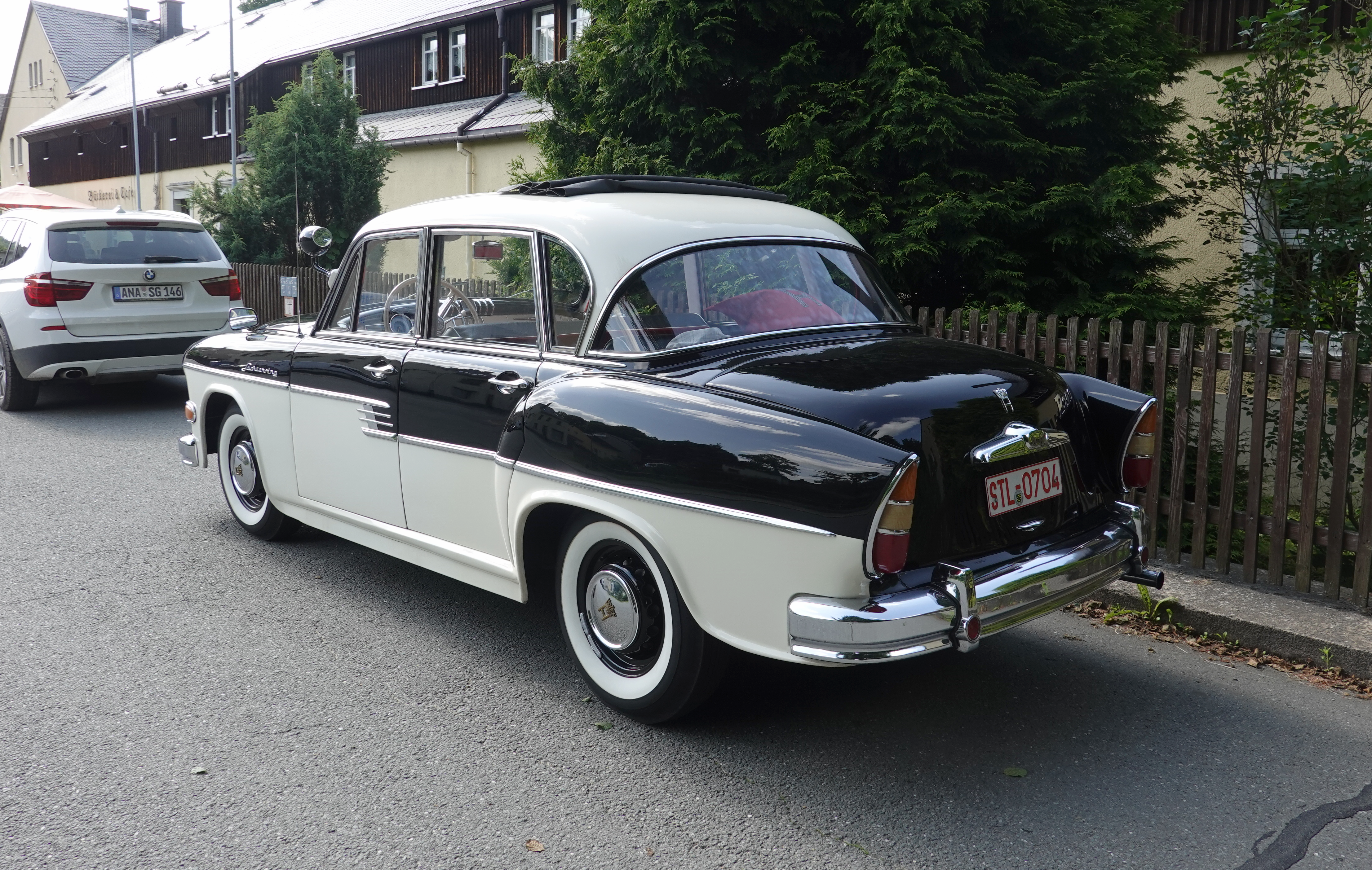

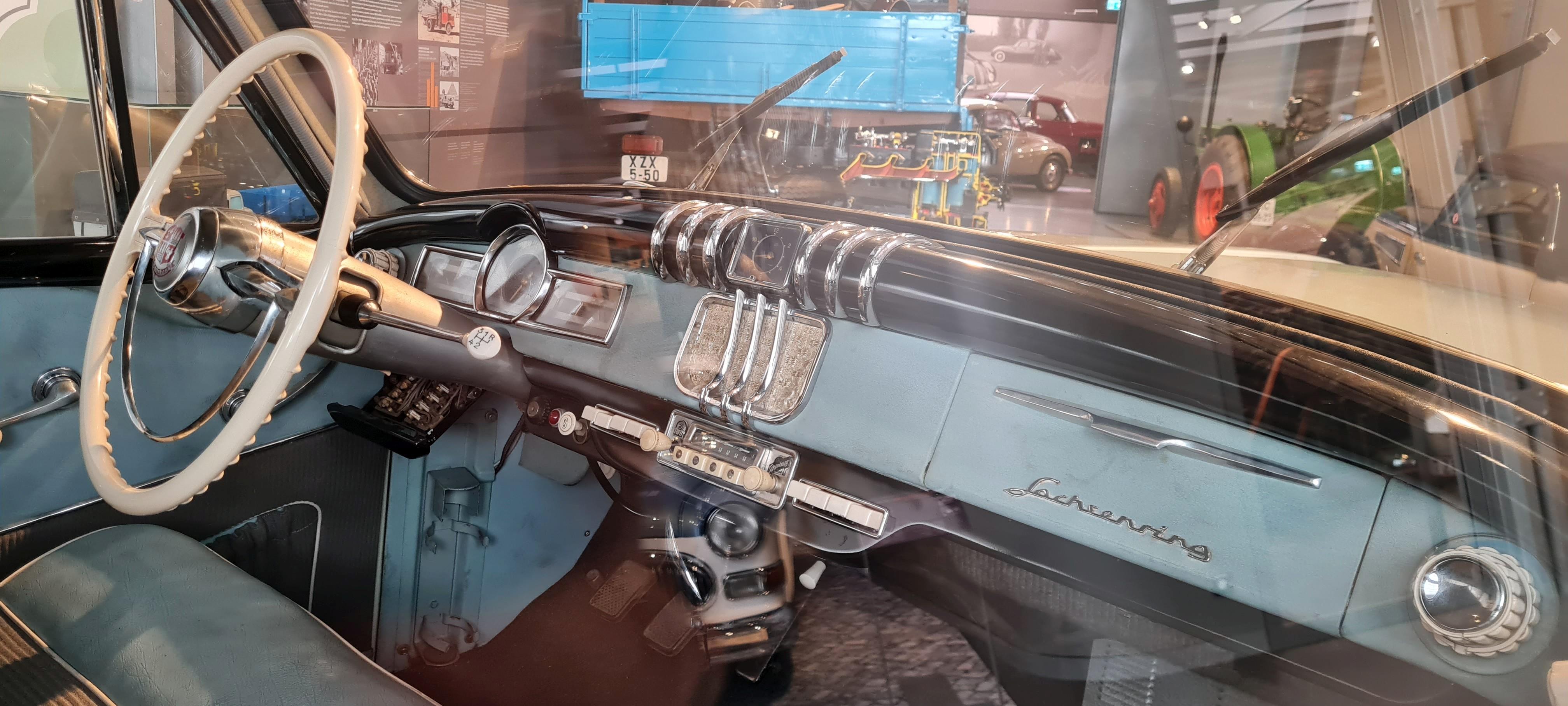

Новий "Горх" оснащувався рядним 6-циліндровим двигуном, об'ємом 2.4 л і потужністю 80 к.с. Він був побудований на основі довоєнного двигуна BMW, які потім випускалися в НДР під маркою EMW. Наприкінці 1955 року машина пішла в серію, в липні 1957 року відбувся незначний фейсліфт моделі, і машина стала називатися Sachsenring Р240 (гоночна траса Саксонії). Справа в тому, що Auto Union подає до суду, оскільки права на марку "Горх" належать їй. І в липні завод перейменували в VEB Sachsenring Kraftfahrzeug- und Motorenwerke Zwickau на честь прилеглої гоночної траси.
Тим часом Рада економічної взаємодопомоги вирішує припинити виробництво моделі Р240, оскільки замість 8000-9000 машин на рік за весь час було випущено 1382 екземпляри, у тому числі 7 універсалів для держтелебачення НДР і кілька парадних фаетонів для армійських чинів (до речі, на такій машині возили Гагаріна під час його візиту в НДР). У 1959 році замість економічно невдалої моделі чиновникам почали постачати "Волги" та "Чайки" з СРСР. А тим часом завод, який випускав розкішні лімузини, родстери і найшвидші на гоночних трасах боліди Auto Union, перейшов на виробництво "Трабантів", які вже й самі стали надбанням історії.